# Billy Thomas
Billy Thomas (Shreveport, Luisiana, 23 de diciembre de 1975) es un exjugador de baloncesto estadounidense que disputó tres temporadas en la NBA, pasando el resto de su carrera en ligas europeas y en ligas menores de su país. Con 1,96 metros de estatura, jugaba en la posición de base.

## Trayectoria deportiva

### Universidad
Jugó durante dos temporadas con los Jayhawks de la Universidad de Kansas, donde en ese corto período se convirtió en el segundo máximo anotador de canastas de 3 puntos de la historia de su equipo, con 263. En total promedió 10,7 puntos y 2,4 rebotes por partido.

### Profesional
Tras acabar la universidad, no entró en el Draft de la NBA de 1998, por lo que tuvo que conformarse con jugar en diversos equipos de ligas menores, como la CBA, la USBL o la IBL. Llegó también a jugar en Europa. En 2002 fichó por los Greenville Groove de la recién estrenada NBA D-League, consiguiendo el título de campeones, promediando 16 puntos y 3,3 rebotes por partido.
En la temporada 2004-05 consigue su primer contrato en la NBA, al firmar con New Jersey Nets, donde jugaría 25 partidos, promediando 3,7 puntos y 1,4 rebotes por partido. El 3 de marzo de 2006 firma con Washington Wizards un contrato de 10 días, que fue posteriormente ampliado para jugar 17 partidos. En 2007 comienza la temporada en los Colorado 14ers, siendo de nuevo llamado por los Nets, con un nuevo contrato de 10 días, regresando posteriormente a la liga de desarrollo.
El 21 de febrero de 2008 firma un nuevo contrato de 10 días, esta vez con Cleveland Cavaliers, que se encuentra en esa fecha con una situación en su plantilla alterada por el reciente intercambio múltiple de jugadores con Seattle Supersonics y Chicago Bulls.

## Estadísticas de su carrera en la NBA

### Temporada regular
| Año     | Equipo     | PJ | PT | MPP  | %TC  | %3P  | %TL   | RPP | APP | ROB | TPP | PPP |
| ------- | ---------- | -- | -- | ---- | ---- | ---- | ----- | --- | --- | --- | --- | --- |
| 2004–05 | New Jersey | 25 | 0  | 14.2 | .362 | .304 | .778  | 1.4 | .7  | .6  | .0  | 3.7 |
| 2005–06 | Washington | 17 | 0  | 7.7  | .325 | .333 | 1.000 | .8  | .5  | .6  | .1  | 2.2 |
| 2007–08 | New Jersey | 4  | 0  | 2.0  | .000 | .000 | 1.000 | .0  | .0  | .0  | .0  | .5  |
| 2007–08 | Cleveland  | 7  | 0  | 4.9  | .286 | .308 | .000  | .3  | .0  | .1  | .0  | 1.7 |
| Total   | Total      | 53 | 0  | 10.0 | .338 | .304 | .846  | 1.0 | .5  | .5  | .0  | 2.7 |

### Playoffs
| Año     | Equipo     | PJ | PT | MPP | %TC  | %3P  | %TL  | RPP | APP | ROB | TPP | PPP |
| ------- | ---------- | -- | -- | --- | ---- | ---- | ---- | --- | --- | --- | --- | --- |
| 2004–05 | New Jersey | 2  | 0  | 1.0 | .000 | .000 | .000 | .0  | .0  | .0  | .0  | .0  |
| 2005–06 | Washington | 3  | 0  | 4.7 | .000 | .000 | .500 | .3  | .0  | .0  | .0  | .7  |
| 2007–08 | Cleveland  | 3  | 0  | 2.7 | .500 | .500 | .000 | .3  | .3  | .3  | .0  | 1.0 |
| Total   | Total      | 8  | 0  | 3.0 | .100 | .167 | .500 | .3  | .1  | .1  | .0  | .6  |